# Antigo (Wisconsin)
Antigo es una ciudad ubicada en el condado de Langlade en el estado estadounidense de Wisconsin. En el Censo de 2010 tenía una población de 8.234 habitantes y una densidad poblacional de 482,28 personas por km².

## Geografía
Antigo se encuentra ubicada en las coordenadas 45°8′29″N 89°9′19″O / 45.14139, -89.15528. Según la Oficina del Censo de los Estados Unidos, Antigo tiene una superficie total de 17.07 km², de la cual 16.93 km² corresponden a tierra firme y (0.83%) 0.14 km² es agua.

## Demografía
Según el censo de 2010, había 8.234 personas residiendo en Antigo. La densidad de población era de 482,28 hab./km². De los 8.234 habitantes, Antigo estaba compuesto por el 95.11% blancos, el 0.55% eran afroamericanos, el 1.42% eran amerindios, el 0.41% eran asiáticos, el 0% eran isleños del Pacífico, el 0.81% eran de otras razas y el 1.7% pertenecían a dos o más razas. Del total de la población el 2.74% eran hispanos o latinos de cualquier raza.